# Gwiazdy polskiej muzyki lat 80. (album Obywatela G.C.)
Gwiazdy polskiej muzyki lat 80. – album kompilacyjny Obywatela G.C. wydany w 2007 roku jako dodatek do gazety. Zawiera 12 przebojów. Do albumu jest dołączona 24-stronicowa książeczka. Płyta jest częścią kolekcji „Dziennika” i jest dwunastą częścią cyklu „Gwiazdy polskiej muzyki lat 80.”.

## Lista utworów
1. „Paryż – Moskwa 17:15” – 5:10
2. „Tak długo czekam” – 4:57
3. „Błagam, nie odmawiaj” – 5:32
4. „Przyznaję się do winy” – 6:37
5. „Odmiana przez osoby” – 5:52
6. „Tak... Tak... to ja” – 3:39
7. „Podróż do ciepłych krajów” – 5:14
8. „Nie pytaj o Polskę” – 6:01
9. „Piosenka kata” – 4:03
10. „Skończymy w niebie” – 4:26
11. „Ja Kain ty Abel” – 7:19
12. „Ani ja, ani ty” – 6:43